# Nadine Scharfenort
Nadine Scharfenort (* 1976) ist eine deutsche Geographin.

## Leben
Scharfenort studierte von 1995 bis 1997 Geographie, Anglistik und Nederlandistik an der Universität zu Köln. Ab 1997 setzte sie ihr Studium an der Universität Wien fort. Dort wurde sie 2003 Diplom-Geographin und promovierte 2008 mit dem Thema Urbane Rivalität am Arabischen Golf. „Oil-Urbanisation“ und „Post-Oil-Cities“ am Beispiel von Abu Dhabi, Dubai und Sharjah. Von 2008 bis 2018 war Scharfenort als wissenschaftliche Mitarbeiterin an der Johannes Gutenberg-Universität Mainz beschäftigt. Dort wurde sie im Jahr 2018  mit der Arbeit „Jeder soll in seinem Land bleiben…“ – Konfliktpotenziale des arabischen Tourismus in Zell am See -Kaprun habilitiert.
Seit April 2020 ist sie Vertretungsprofessorin für Kultur- und Regionalgeographie an der Universität Trier.
Scharfenort legt ihren Schwerpunkt auf Stadt- und Regionalforschung in der Arabischen Welt. Darüber hinaus ist sie auch in der Tourismusforschung aktiv. Sie ist Mitglied und Schatzmeisterin der Deutschen Gesellschaft für Geographie.

## Schriften (Auswahl)
- Nadine Scharfenort: Dubai: Projekte und Visionen der urbanen Entwicklung und der Diversifizierung der Wirtschaft. Deutsche Orient-Institut, Hamburg 2004, ISBN 978-3-89173-087-4.
- Nadine Scharfenort: Städterivalität in den arabischen Golfstaaten. German Institute for Global and Area Studies, Hamburg 2007.
- Nadine Scharfenort: Urbane Visionen am Arabischen Golf: die „Post-Oil-Cities“ Abu Dhabi, Dubai und Sharjah. Campus Verlag, Frankfurt am Main 2009, ISBN 978-3-593-39044-4.
- Nadine Scharfenort: Die Formel 1 als Symbol: Abu Dhabi im „Geschwindigkeitsrausch“? German Institute for Global and Area Studies, Hamburg 2010.
- Nadine Scharfenort: Herrschaftswechsel in Katar - gleicher Kurs oder neue Wege? German Institute for Global and Area Studies, Hamburg 2013.
- Werner Gamerith & Nadine Scharfenort (Herausgeber): Menschen, Migration und Mobilität. Universität Passau, Passau 2018, ISBN 978-3-9817553-3-6.
- Ala Al-Hamarneh, Jonas Margraff & Nadine Scharfenort (Herausgeber): Neoliberale Urbanisierung: Stadtentwicklungsprozesse in der arabischen Welt. Transcript Verlag, Frankfurt am Main 2019, ISBN 978-3-8376-3780-9.